# Fabrizio Mejía Madrid
Fabrizio Mejía Madrid (Ciutat de Mèxic, 1968) és un periodista i escriptor mexicà.

## Carrera
Fabrizio Mejía Madrid ha escrit a la revista política mexicana Proceso, També col·labora a les revistes Letras Libres, Gatopardo, Chilango i a les pàgines culturals del diari Reforma. La seva obra es va incloure a les antologies The Mexico City Reader (University of Wisconsin Press, 2004) i A Ustedes les consta, la reunió de cròniques mexicanes editada per Carlos Monsiváis (Era, 2006). Durant quinze anys ha escrit una columna literària al diari mexicà La Jornada. Ha publicat tres llibres de cròniques; Pequeños actos de desobediencia civil (1996), Entre las sábanas (1995) i Salida de emergencia (Random House, 2007), i dues novel·les, Hombre al agua (Joaquín Mortiz, 2004) guanyadora del premi Antonin Artaud a la millor novel·la, i El rencor (Planeta, 2006). El 2007 un comitè a Bogotà, capital internacional del llibre, va seleccionar Mejía Madrid, juntament amb Jorge Volpi i Álvaro Enrigue, com un dels 39 escriptors menors de quaranta anys que definiran la literatura llatinoamericana al segle XXI. (Bogotá39).

## Acusacions de plagi
El 27 d'abril de 2019, l'escriptor Guillermo Sheridan va publicar un article titulat Fabrizio Mejía Madrid: el arte de no dar crédito a la revista literària mexicana Letras Libres, en què acusa Mejía Madrid de plagiar nombroses parts del llibre Representations of the Intellectual d'Edward Said. Sheridan documenta com, a l'assaig El Intelectual, Mejía Madrid pren porcions extenses del text original de Said sense acreditar l'autor o citant l'obra de Said. En una peça més recent de la mateixa publicació, Guillermo Sheridan ha demostrat de nou l'extens caràcter dels plagis de Mejía Madrid, aquesta vegada exposant com ha pres material d’autors com Deleuze, Isaacson, Douglas Day, Alain Corbin i Giorgio Agamben sense citar o donant cap mena de crèdit.

## Obra
Novel·la
- Erótica nacional, 1994
- Hombre al agua, 2004
- Viaje alrededor de mi padre, 2004
- El rencor, 2006
- Tequila DF, 2007
- Disparos en la oscuridad, 2011
- Vida digital, 2012
- Nación TV, 2013
- Arde la calle. La novela de los 80s, 2014
- Un hombre de confianza, 2015
- 42m², 2016
- Esa luz que nos deslumbra, 2018

Crònica
- Pequeños actos de desobediencia civil, 1996
- Salida de emergencia, 1997
- Días contados, 2013
- Crónica de la victoria, 2018

Novel·la Gràfica
- Septiembre. Zona de desastres, 2013, amb José Hernández

Altres
- El fotógrafo de las estrellas, 2012, amb Carlos Monsiváis.
- Ciudad de México, ciudad solidaria, capital de asilos, 2008
- La edad del polvo: historia natural de la Ciudad de México desde mi ventana, 2009
- México Indómito, 2012
- Rebeliones, 2013, amb Enrique Dussel
- Arqueología urbana, 2013, amb Ernesto Ramírez
- Manual para votantes: primerizos o expertos (hastiados o esperanzados), 2018, amb Antonio Helguera
- El edén oscuro, 2018, com a compilador (sobre Acapulco).